# Ken Jowett
Ken Jowett (* 13. November 1929 in Idle (Bradford); † 10. Oktober 2004 in Bradford) war ein britischer Radrennfahrer.

## Sportliche Laufbahn
Jowett war im Straßenradsport aktiv. Er begann Ende der 1940er Jahre im Alter von 17 Jahren mit dem Radsport im Bradford Racing Club. 1950 wurde er Unabhängiger und gewann in jener Saison die Tour of the Peak. 1953 war er erneut in diesem britischen Traditionsrennen erfolgreich. 
In der Internationalen Friedensfahrt 1952 kam er beim Sieg seines Teamkollegen Ian Steel auf den 6. Rang. In der Tour of Britain wurde er 1951 6., 1953 20., 1955 17. Später wurde er ein erfolgreicher Seniorenfahrer.